# أندرو ديلنو
أندرو ديلنو (مواليد 19 يونيو 1960) (بالإنجليزية: Andrew Dilnot) اقتصادي ومُذيع بريطاني. كان يشغل سابقًا منصب مدير معهد الدراسات المالية في الفترة من 1991 إلى 2002، وكان مدير كلية سانت هيو في أكسفورد بين عامي 2002 و 2012. واعتبارًا من سبتمبر 2012، أصبح يشغل منصب مدير كلية نوفيلد في أوكسفورد. شغل منصب رئيس هيئة الإحصاء في المملكة المتحدة في أبريل 2012.